# Naoto Tajima
Naoto Tajima (田島直人?, Tajima Naoto; Osaka, 15 agosto 1912 – Iwakuni, 4 dicembre 1990) è stato un triplista e lunghista giapponese.

## Biografia
Nato con il nome 田島 直人, ai Giochi della XI Olimpiade (1936) vinse l'oro nel salto triplo con il record mondiale portato nell'occasione a m. 16.00, ottenendo un risultato migliore del giapponese Masao Harada (medaglia d'argento) e dell'australiano Jack Metcalfe, precedente detentore del record.
Tajima è stato il primo uomo al mondo a toccare i 16 metri. Solo nel 1950 l'altro grande campione Adhemar da Silva (brasiliano, vincitore di due olimpiadi) lo eguaglierà, per superarlo poi successivamente.
Nella stessa Olimpiade si classificò terzo nel salto in lungo con la misura di m 7,74, dietro allo statunitense Jesse Owens ed al tedesco Lutz Long, precedendo di 1 cm l'italiano Arturo Maffei, che nell'occasione portò il record italiano a m 7,73.
Nel 1928 alle Olimpiadi di Amsterdam si era piazzato al sesto posto con la misura di m 7,15.

## Palmarès
| Anno | Manifestazione  | Sede    | Evento         | Risultato | Misura  | Note |
| ---- | --------------- | ------- | -------------- | --------- | ------- | ---- |
| 1936 | Giochi olimpici | Berlino | Salto triplo   | Oro       | 16,00 m | RM   |
| 1936 | Giochi olimpici | Berlino | Salto in lungo | Bronzo    | 7,74 m  |      |